# Cophyla
Cophyla Boettger, 1880 è un genere di rane della famiglia Microhylidae, endemico del Madagascar.

## Tassonomia
Uno studio del 2016 ha posto il genere Platypelis come sinonimo di Cophyla, che così comprende le seguenti specie:
- Cophyla alticola (Guibé, 1974)
- Cophyla ando (Scherz, Köhler, Vences, and Glaw, 2019)
- Cophyla barbouri Noble, 1940
- Cophyla berara Vences, Andreone & Glaw, 2005
- Cophyla cowanii Boulenger, 1882
- Cophyla fortuna Rakotoarison, Scherz, Bletz, Razafindraibe, Glaw, and Vences, 2019
- Cophyla grandis (Boulenger, 1889)
- Cophyla karenae Rosa, Crottini, Noël, Rabibisoa, Raxworthy, and Andreone, 2014
- Cophyla laeta (Rakotoarison, Scherz, Köhler, Ratsoavina, Hawlitschek, Megson, Vences, and Glaw, 2020)
- Cophyla maharipeo Rakotoarison, Crottini, Müller, Rödel, Glaw, and Vences, 2015
- Cophyla mavomavo Andreone, Fenolio, & Walvoord, 2003
- Cophyla milloti Guibé, 1950
- Cophyla noromalalae Rakotoarison, Crottini, Müller, Rödel, Glaw, and Vences, 2015
- Cophyla occultans (Glaw & Vences, 1992)
- Cophyla olgae Rakotoarison, Glaw, Vieites, Raminosoa, and Vences, 2012
- Cophyla phyllodactyla Boettger, 1880
- Cophyla pollicaris Boulenger, 1888
- Cophyla puellarum Rakotoarison, Crottini, Müller, Rödel, Glaw, and Vences, 2015
- Cophyla ranjomena (Glaw, Scherz, Rakotoarison, Crottini, Raselimanana, Andreone, Köhler, and Vences, 2020)
- Cophyla rava (Glaw, Köhler, and Vences, 2012)
- Cophyla tetra Andreone, Fenolio, & Walvoord, 2003
- Cophyla tsaratananaensis Guibé, 1974
- Cophyla tuberifera (Methuen, 1920)